# Ховгорден
Ховгорден (швед. Hovgården) — предположительное местонахождение дворца раннесредневековых свейских правителей на острове Адельсë (озеро Меларен в Швеции).
Не исключено, что на соседнем острове Бьёркё («берёзовый») находился крупнейший в Швеции торг, известный у латинских авторов как Бирка, и что конунг надзирал за торгом из своего Ховгорденского замка.
В начале XX века шведскими археологами были вскрыты 124 захоронения и два так называемых «королевских» кургана, которые могут указывать на нахождение в Ховгордене королевской усадьбы с середины IX по середину XI века, то есть даже в тот период, когда торг на Бьёркё потерял всякое значение.
В XIII веке конунг Магнус III построил в Ховгордене кирпичный дворец, который не сохранился. Одним из немногих уцелевших до наших дней памятников старины является расположенная несколько в стороне от основной археологической зоны церковь XII века.
Также здесь находится Ховгорденский рунический камень под номером U 11 или рунический камень Хокана Рыжего, датируемый приблизительно XI веком.